# ダラの戦い
ダラの戦い（ダラのたたかい）は、530年に発生した古代都市ダラにて東ローマ帝国とサーサーン朝とが争った戦い。イベリア戦争における戦闘の一つである。

## 戦闘までの経緯

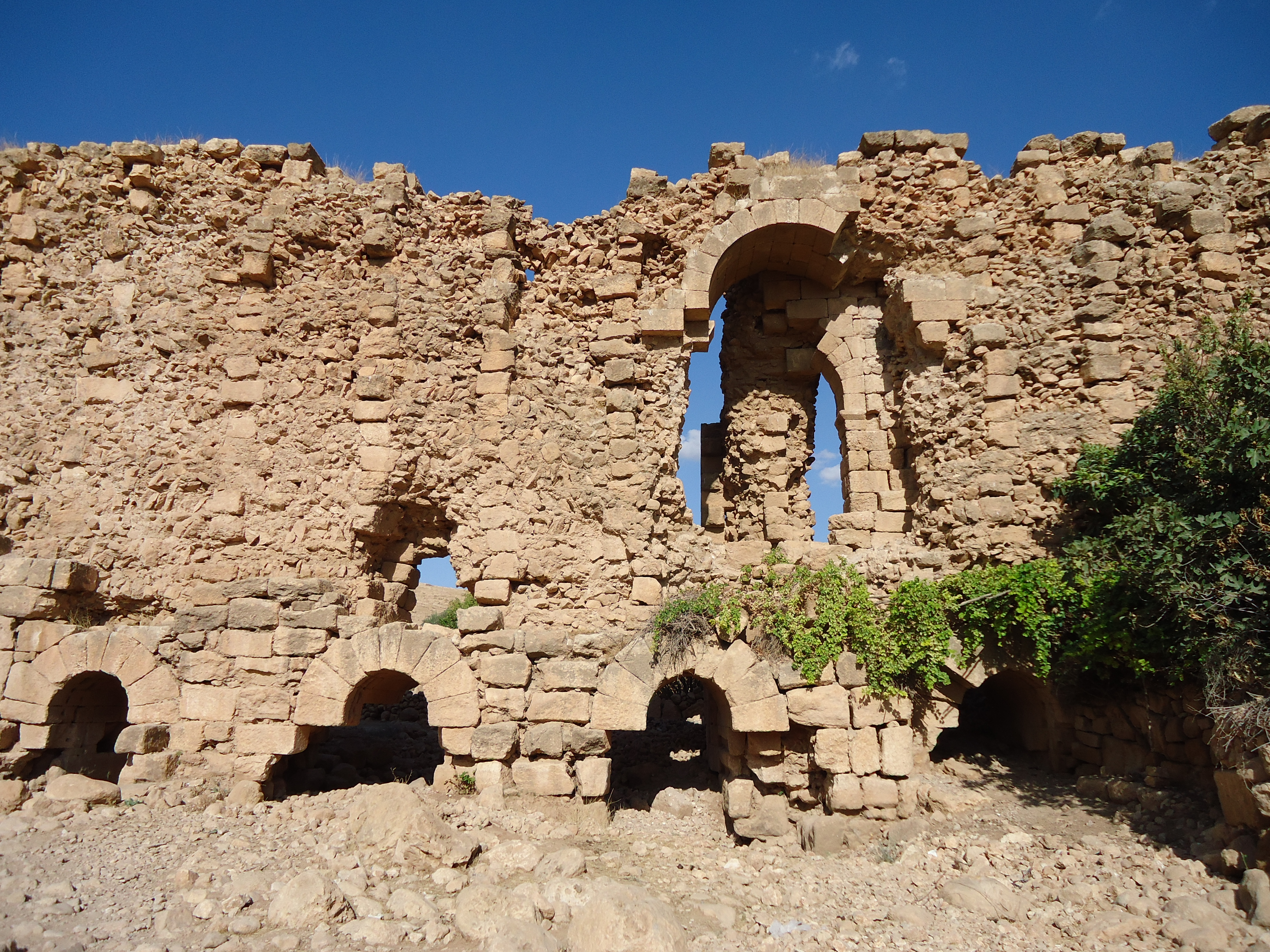
ダラにおけるユスティニアヌス1世の城壁の跡

この頃の東ローマ帝国は、527年からサーサーン朝と交戦状態にあった。というのも、時のサーサーン朝のシャーハンシャーのカワード1世がイベリア王国に対しゾロアスター教を信奉するよう圧力をかけていたからだ。しかし、このような状況にあったカワード1世は息子のホスロー1世を保護してもらえるよう東ローマ側と駆け引きを行なっていた。しかしこの駆け引きは失敗し、サーサーン朝は東ローマ帝国の同盟国に対し戦争を仕掛けた。この頃の東ローマ帝国皇帝のユスティヌス1世はこれに応じて、将軍シッタ・ベリサリウスをサーサーン朝との国境沿いに派遣（かつてベリサリウスはこの地でサーサーン朝にタンヌリスの戦いにて敗北している）。529年、ユスティヌス1世の後を継いだ皇帝ユスティニアヌス1世はサーサーン朝とのさらなる交渉に失敗し、これがきっかけとなり、サーサーン朝は約40,000人の軍を以てしてダラへの遠征を開始した。翌530年、ベリサリウスはヘルモギネスと、自身の軍団を引き連れダラ近辺に撤退した。その知らせを聞いたカワード1世は将軍ペロゼスに軍10,000人を預け遠征させ、この軍団はダラ近郊から約5キロ離れたアモディウスに駐屯した。

## 布陣
サーサーン朝側との兵力差は大きかったがベリサリウスは戦うことに決意した。ベリサリウスはダラの砦の前方にサーサーン朝騎兵からの攻撃に備え溝を掘らせた。この戦法は2年前のタンヌリスの戦いにおいてサーサーン朝が用いた戦法と言われている。これらの防御溝は両翼付近では中央より前にせり出した形になっている（戦闘パネルの図を参照）。ベリサリウスは、このように砦の壁に近く引くことのできない中央部分に、戦闘においてあまり当てにできない歩兵部隊を配置。こうすることで、背後の砦の胸壁に配置されている部隊からの援護射撃を受けやすくする狙いがあった。また自軍の両翼は東ローマ騎兵が配置されていたが、ベリサリウスはそれらをあまり信用せず、ローマ騎兵の脇にもまた同盟国の騎兵を配置した。具体的には、左翼には将軍スニカスが率いるフン族の騎兵300騎、右翼にはより多くのフン族騎兵が配置された。またベリサリウスは、へルール族の主力軍を左翼の背後に忍ばせ、自身の護衛部隊からなる一隊は中央部分の背後に配置した。この護衛部隊はベリサリウスの幼なじみのアルメニア人の軍人ジョンが率いていた。